# بروک‌هایزن‌فورست
بروک‌هایزن‌فورست (به هلندی: Broekhuizenvorst) یک منطقهٔ مسکونی در هلند است که در Horst aan de Maas واقع شده‌است. بروک‌هایزن‌فورست ۱٬۱۰۰ نفر جمعیت دارد.